# Tihomir Jakovina
Tihomir Jakovina, né le 21 juin 1967 à Slavonski Brod, est un homme politique croate membre du Parti social-démocrate de Croatie (SDP). Il est ministre de l'Agriculture depuis le 23 décembre 2011.

## Biographie

### De la police au monde des affaires
Membre des forces spéciales de la police du comitat de Sisak-Moslavina entre 1991 et 1993, il obtient cette année-là son diplôme d'agronomie à Zagreb. Il travaille d'abord comme technicien de laboratoire puis devient en 1995 directeur d'une entreprise d'agro-alimentaire installée à Bukovlje.

### Une longue carrière d'élu local
Il adhère au SDP en 1999 et est élu deux ans plus tard maire de Bukovlje. Il est réélu en 2005, dirigeant en 2007 la campagne des sociaux-démocrates pour les élections législatives dans la cinquième circonscription parlementaire. En 2009, il remporte un troisième mandat de maire et devient président de la fédération du parti dans le comitat de Brod-Posavina en 2010. Il dirige de nouveau l'année suivante la campagne du SDP dans la cinquième circonscription.

### Ministre de Zoran Milanović
Le 23 décembre 2011, Tihomir Jakovina est nommé ministre de l'Agriculture dans le gouvernement du Premier ministre social-démocrate Zoran Milanović. Il démissionne alors de son mandat municipal.